# استان ایتنز
استان ایتنز (به اسپانیایی: Provincia de Iténez) یکی از استان‌های بولیوی در بولیوی است که در استان بنی واقع شده‌است. استان ایتنز ۳۶٬۵۷۶ کیلومتر مربع مساحت و ۲۰٬۱۹۰ نفر جمعیت دارد.